# Zàpadni (Troítskaia)
|  | Per a altres significats, vegeu «Zàpadni». |

Zàpadni - Западный (rus) - és un khútor, un petit poble rural cosac, del krai de Krasnodar, a Rússia. Es troba als arrossars del delta del riu Kuban, a la riba esquerra del riu, a 22 km al nord de Krimsk i a 66 km a l'oest de Krasnodar, la capital.
Pertany al municipi de Troítskaia.